# Table des caractères Unicode/U19000
Cette page contient des caractères spéciaux ou non latins. S’ils s’affichent mal (▯, ?, etc.), consultez la page d’aide Unicode.
Table des caractères Unicode U+19000 à U+19FFF.

## Caractères réservés
Cette plage de valeurs n’est pas encore affectée. Aucun caractère défini pour l’instant, ces points de codes ne peuvent être utilisés. Certains blocs sont cependant en prévision dans une version ultérieure d’Unicode, comme la grande écriture khitan de 19200 à 199FF

### Table des caractères
|               | 0 | 1 | 2 | 3 | 4 | 5 | 6 | 7 | 8 | 9 | A | B | C | D | E | F |
| ------------- | - | - | - | - | - | - | - | - | - | - | - | - | - | - | - | - |
| 1900 ... 19FF |   |   |   |   |   |   |   |   |   |   |   |   |   |   |   |   |